# Франко Хара
Франко Данієль Хара (ісп. Franco Daniel Jara, нар. 15 липня 1988, Вілья-Мара, Аргентина) — аргентинський футболіст, нападник клубу «Пачука».
Виступав за національну збірну Аргентини.
Чемпіон Греції. Володар Кубка Греції. Чемпіон Мексики.

## Клубна кар'єра
У дорослому футболі дебютував 2008 року виступами за команду клубу «Арсенал» (Саранді), в якій провів два сезони, взявши участь у 49 матчах чемпіонату.
Своєю грою за цю команду привернув увагу представників тренерського штабу лісабонського клубу «Бенфіка», до складу якого приєднався 2010 року. Відіграв за «орлів» наступний сезон своєї ігрової кар'єри. Більшість часу, проведеного у складі «Бенфіки», був основним гравцем атакувальної ланки команди.
Згодом з 2011 по 2014 рік на правах оренди грав у складі команд клубів «Гранада», «Сан-Лоренсо» та «Естудьянтес».
З 2014 року повернувся до «Бенфіки», однак закріпитися в основному складі лісабонців не вдалося.
2015 року захищав кольори команди пірейського «Олімпіакоса».
До складу клубу «Пачука» приєднався 2015 року. Станом на 11 грудня 2017 відіграв за команду з Пачука-де-Сото 67 матчів в національному чемпіонаті.

## Виступи за збірну
2010 року дебютував в офіційних матчах у складі національної збірної Аргентини.

## Досягнення
- Чемпіон Греції:

«Олімпіакос»: 2014–2015
- Володар Кубка Греції:

«Олімпіакос»: 2014–2015
- Чемпіон Мексики:

«Пачука»: Клаусура 2016